# Rumanía en los Juegos Mundiales de Breslavia 2017

Rumania fue uno de los 102 países que participaron en los Juegos Mundiales de 2017 celebrados en Breslavia, Polonia.
Rumania envió una delegación compuesta por 20 atletas, que compitieron en cinco deportes.
En total el país consiguió dos medallas, una de plata y una de bronce, con lo cual se colocaron en la posición 50 del medallero general.
| Oro | Plata | Bronce |
| --- | ----- | ------ |
| 0   | 1     | 1      |

## Baile deportivo

### Baile Standard
| Atleta                             | Primera ronda | Primera ronda | Primera ronda | Primera ronda | Primera ronda | Semifinal | Semifinal | Semifinal   | Semifinal | Semifinal | Final           | Final           | Final           | Final           | Final           | Posición     |
| Atleta                             | Vals          | Tango         | Vals vienés   | Foxtrot       | Quickstep     | Vals      | Tango     | Vals vienés | Foxtrot   | Quickstep | Vals            | Tango           | Vals vienés     | Foxtrot         | Quickstep       | Posición     |
| ---------------------------------- | ------------- | ------------- | ------------- | ------------- | ------------- | --------- | --------- | ----------- | --------- | --------- | --------------- | --------------- | --------------- | --------------- | --------------- | ------------ |
| Parejas                            |               |               |               |               |               |           |           |             |           |           |                 |                 |                 |                 |                 |              |
| Roxana Lucaciu y Paul Ionut Rednic | 14            | 12            | 7             | 10            | 10            | 9         | 7         | 9           | 8         | 8         | No clasificaron | No clasificaron | No clasificaron | No clasificaron | No clasificaron | Noveno lugar |

### Baile latino
| Atleta                                      | Primera ronda | Primera ronda | Primera ronda | Primera ronda | Primera ronda | Semifinal | Semifinal   | Semifinal | Semifinal | Semifinal | Final | Final       | Final | Final     | Final | Posición    |
| Atleta                                      | Samba         | Cha cha cha   | Rumba         | Pasodoble     | Jive          | Samba     | Cha cha cha | Rumba     | Pasodoble | Jive      | Samba | Cha cha cha | Rumba | Pasodoble | Jive  | Posición    |
| ------------------------------------------- | ------------- | ------------- | ------------- | ------------- | ------------- | --------- | ----------- | --------- | --------- | --------- | ----- | ----------- | ----- | --------- | ----- | ----------- |
| Parejas                                     |               |               |               |               |               |           |             |           |           |           |       |             |       |           |       |             |
| Cristina-Maria Tatar y Paul-Adrian Moldovan | 8             | 6             | 6             | 6             | 5             | 8         | 8           | 5         | 5         | 5         | 6     | 6           | 6     | 5         | 5     | Sexto lugar |

## Gimnasia

### Aeróbica
| Atleta | Categoría | Claisficación | Claisficación | Final      | Final    | Posición              |
| Atleta | Categoría | Puntos        | Posición      | Puntos     | Posición | Posición              |
| --- | --------- | ------------- | ------------- | ---------- | -------- | --------------------- |
| Eventos mixtos                                                                                                |           |               |               |            |          |                       |
| Andreea Bogati Dacian Barna Gabriel Bocser Marian Brotei Lucian Stefan Savulescu                              | Grupos    | 22.200        | 1             | 22.305     | 2        | 2 (medalla de plata)  |
| Andreea Bogati Madalina Cioveie Andreea Darie Denisa Ganea Bianca Gorgovan Lavinia Panaete Steliana Stoenescu | Danza     | 18.100        | 5             | Eliminados |          | 5                     |
| Andreea Bogati Dacian Barna                                                                                   | Par mixto | 21.650        | 3             | 21.700     | 3        | 3 (medalla de bronce) |

## Ju-Jitsu
| Masculino     |               |                |     |                                   |      |           |           |           |           |           |           |           |
| Mihai Handrea | 62 kg Ne-Waza | # Ron Cohen    | 2:4 | # Jairo Alejandro Viviescas Ortiz | 0:5  | Eliminado | Eliminado | Eliminado | Eliminado | Eliminado | Eliminado | Eliminado |
| Dinu Bucalet  | 77 kg Ne-Waza | # Wim Deputter | 0:2 | # Ilke Kubilay Bulut              | 0:13 | Eliminado | Eliminado | Eliminado | Eliminado | Eliminado | Eliminado | Eliminado |

## Remo bajo techo
| Hombres             |                    |             |   |
| Sebastian Adamovici | 2000 m peso ligero | 06:45,1 min | 9 |

## Squash
| Deportista   | Primera Ronda            | Primera Ronda          | Segunda Ronda | Segunda Ronda | Octavos de final | Octavos de final | Cuartos de final | Cuartos de final | Semifinal | Semifinal | Final     | Final     | Posición  |           |
| Deportista   | Oponente                 | Resultado              | Oponente      | Resultado     | Oponente         | Resultado        | Oponente         | Resultado        | Oponente  | Resultado | Oponente  | Resultado | Posición  |           |
| ------------ | ------------------------ | ---------------------- | ------------- | ------------- | ---------------- | ---------------- | ---------------- | ---------------- | --------- | --------- | --------- | --------- | --------- | --------- |
| Masculino    |                          |                        |               |               |                  |                  |                  |                  |           |           |           |           |           |           |
| Vasile Hapun | Miguel Ángel Rodríguez # | 0-3 (4:11, 5:11, 4:11) | Eliminado     | Eliminado     | Eliminado        | Eliminado        | Eliminado        | Eliminado        | Eliminado | Eliminado | Eliminado | Eliminado | Eliminado | Eliminado |

- Datos: Q39075207